# Seeger-Orbis
Seeger-Orbis è un'azienda tedesca che produce componenti meccaniche, fondata da Willi Seeger nell'ottobre 1917.

## Storia
Alla fondazione l'azienda si occupava della vendita di cilindri per locomotive nella zona di Francoforte, ampliando strada facendo le attività. Nel 1927 Hugo Heiermann brevettò gli anelli d'arresto del tipo "Seegerring", che al 1941 erano diventati uno standard industriale.
Altre sedi aziendali furono aperte nel corso degli anni (a Königstein im Taunus nel 1944, a Eichen nel 1964; la divisione Kolben-Seeger GmbH & Co. KG venne aperta a Saarbrücken nel 1954). La Seeger-Orbis entrò a fare parte della SKF Corporation nel 1970, spostando la sede direttiva a Eschborn due anni dopo, e nel 2002 passò alla Barnes Group, spostando la sede a Steinbach l'anno seguente.